# Embalse del Vado de las Cabras
El embalse del Espinar o del Vado de las Cabras está ubicado en el municipio de El Espinar en la provincia de Segovia, comunidad autónoma de Castilla y León, España.

## Localización

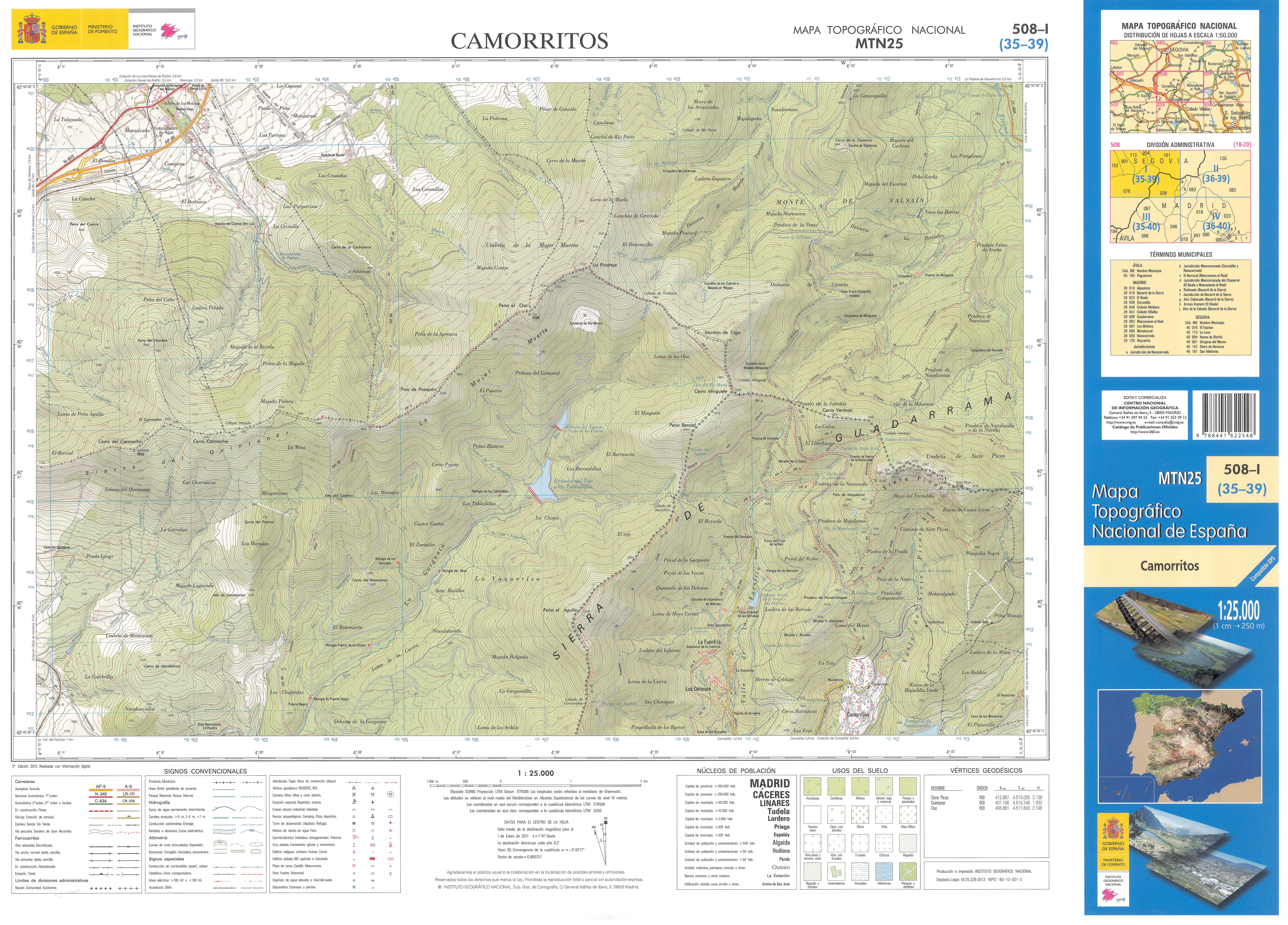
Fragmento 0508c1 de la hoja 508 del Mapa Topográfico Nacional de España de 2012 en el que se representa el embalse

El embalse está situado en plena Sierra de Guadarrama rodeado de pinares en el bosque Dehesa de la Garganta, dentro de la Reserva de Biosfera del Real Sitio de San Ildefonso-El Espinar y siendo parte del límite sureste del Parque natural Sierra Norte de Guadarrama.
El cuerpo de agua, bordeado por la carretera SG-F-7272 al oeste, se ubica en las más cotas altas del río Moros, cercano a su nacimiento, antes del comienzo de su garganta, a 450 metros de las aguas del Embalse del Tejo (1975).

## Explotación

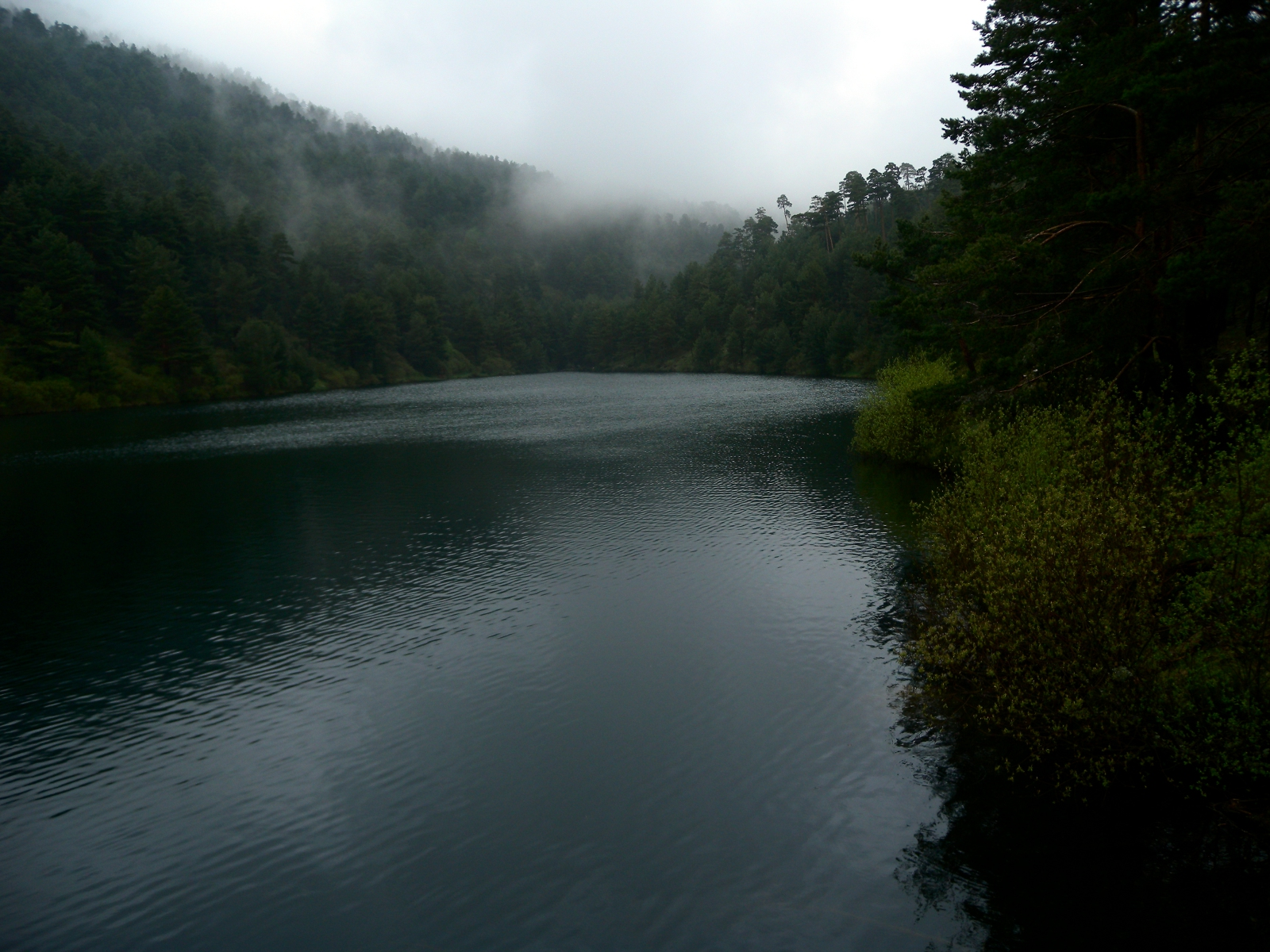
Vista del agua embalsada

El embalse tiene por objetivo el abastecimiento humano de la población de los núcleos de San Rafael, Gudillos, Prados, La Estación de El Espinar y El Espinar capital que en 2023 sumaban 8.290 habitantes censados, población se triplica en época vacacional y festiva por las segundas residencias y la permanencia de una elevada población flotante. Su capacidad terminó por resultar insuficiente dado el crecimiento poblacional de la zona, lo que llevo el 17 de junio de 1966 al Ayuntamiento de El Espinar a emprender la construcción del Embalse del Tejo, 450 metros aguas abajo.